# 1390
1390 (MCCCXC) fue un año común comenzado en sábado del calendario juliano, en vigor en aquella fecha.

## Acontecimientos
- 14 de abril - Juan VII Paleólogo derroca a su abuelo, Juan V Paleólogo, como emperador bizantino.
- 19 de abril – Roberto III de Escocia sucede a su padre, Roberto II, como rey de Escocia.
- Juan I de Castilla funda el Monasterio de San Benito el Real de Valladolid como centro de una reforma monástica.
- Enrique III sube al trono de los reinos de Castilla y León.
- Los otomanos toman Filadelfia (Asia Menor), el último enclave bizantino de importancia en Anatolia.
- Tiene lugar el primer asedio otomano a la capital bizantina de Constantinopla.

## Nacimientos
- 27 de diciembre - Ana Mortimer, fallecida en 1411.
- Jan van Eyck (h 1390-f. 1441), pintor flamenco.

## Fallecimientos
- 20 de marzo: Alejo III de Trebisonda (n. 1338).
- 19 de abril: Roberto II, rey escocés (n. 1316).
- 8 de julio: Alberto de Sajonia, obispo católico, físico y filósofo alemán (n. 1316), rector de las Universidades de París y Viena, uno de los promotores europeos del espíritu científico, sostuvo la hipótesis de la rotación de la Tierra como la más apta para «explicar los fenómenos», estudió la cinemática del movimiento acelerado, sus enseñanzas influyeron notablemente en Leonardo da Vinci; realizó también aportes al campo de la lógica.
- 23 de septiembre: Juan I de Lorena, aristócrata de la Casa de Lorena (n. 1346).
- 9 de octubre: Juan I de Castilla, rey castellano (n. 1358); falleció por caer de un caballo en Alcalá de Henares.
- Aldighiero de Zevio, pintor italiano de estilo gótico del Trecento (n. 1330).
- Alfonso Fernández de Montemayor, señor de Montemayor y Alcaudete y adelantado mayor de la frontera de Andalucía.